# Murder Squad
A Murder Squad svéd death metal zenekar, amely a népszerű Dismember és Entombed együttesek mellékprojektjeként alakult 1993-ban. Tagjai Matti Kärki, Richard Cabeza, Uffe Cederlund és Peter Stjärnvind.
Elmondásuk szerint legnagyobb hatással az amerikai Autopsy death metal zenekar volt rájuk. Az Autopsy egyik tagja, Chris Reifert szerepelt a Murder Squad második nagylemezén.

## Diszkográfia
- Unsane, Insane and Mentally Deranged (2001)
- Ravenous, Murderous (2003)